# 카우 팰리스
카우 팰리스(영어: Cow Palace)는 미국 캘리포니아주 데일리 시티에 위치한 실내 경기장이다. 과거 NBA 샌프란시스코 워리어스와 NHL 산호세 샤크스 그리고 ECHL 샌프란시스코 불스, IHL 샌프란시스코 스파이더스의 홈경기장으로 사용했다.
| NBA 올스타전 개최 경기장 |                    |                    |
| 1966년                   | 1967년 카우 팰리스 | 1968년             |
| 신시내티 가든            | 1967년 카우 팰리스 | 매디슨 스퀘어 가든 |
|                          |                    |                    |
|                          |                    |                    |